# Córrego do Jenipapo
Córrego do Jenipapo é um bairro da zona norte da cidade do Recife, integrante da sua 3ª região político-administrativa da cidade e localizado próximo aos bairros de Dois Irmãos, Nova Descoberta e Macaxeira, mais precisamente no final da Avenida Norte, uma das pricipais artérias de trânsito da cidade. Neste bairro está localizado um dos pontos mais altos da cidade do Recife, por isso sujeito, no período de chuvas, a desmoronamentos, necessitando da prefeitura maiores cuidados de manutenção.

## História e Geografia
O nome do bairro derivou-se de sua flora, uma grande plantação de jenipapos. Por também haver na região um riacho com água bem doce, passou a ser chamado de Córrego do Jenipapo. Era um grande sítio de uma só família, que loteou e vendeu terreno. O restante foi desapropriado pelo governo municipal e loteado na década de 1960.

## Cultura
Apresentando-se inicialmente como uma área urbana qualquer, há detalhes históricos e culturais peculiares. 
Nesse bairro encontramos as seguintes associações carnavalescas:
- O Corno do Sofá;
- Alto da Rola em Folia;
- Bloco do Vampiro;
- As Catraias do Fernandinho;
- Maracatu Nação Tupinambá[nota 4]

## Dados demográficos
- Área Territorial: 61 ha
- População Residente: 9.246 hab.
- Densidade Demográfica: 150,74 hab/ha.[1]

Este Bairro é uma ZEIS da cidade do Recife. É um bairro de pessoas carentes, e alvo de diversos projetos e programas de inclusão social. Seu IDH está entre os menores da Cidade, sendo hoje de 0,696.

## Principais edificações
- Capela de São José - construída no ano de 1967, fruto de grande esforço da comunidade. Lá também funcionou, por mais de dez anos, a Escola Monsenhor Teobaldo de Souza Rocha. Hoje pertence à Paróquia Santa Maria da Macaxeira.
- Igreja Batista
- Assembleia de Deus
- Seu Antonio "Abelha" - Fiteiro que funciona no local há muitos anos e muito conhecido pela população.
- Largo do Maracanã (atualmente o terminal da linha de ônibus homônima).
- Barracão (Antigo Posto  de saúde, hoje mero deposito da prefeitura) - Localizado no Largo do Maracanã, funcionava desde 1995 e foi interditado em janeiro de 2012 por se situar perto de um canal.
- CEMPO - (atualmente Centro Catequético Pe. Claudio Dalbon).
- Conselho dos Moradores
- UPINHA - Nova unidade de saúde do bairro.[5]

- CRUZEIRO F.C - Antiga casa de shows do bairro.

## Escolas
Privadas
- Unifan
- O mundo do ABC
- Educandário Janecleide
- Escola Particular Nossa Senhora da Conceição

Públicas
- Erundina Negreiros de Araújo
- Pedro Alcântara

## Saúde
No bairro está instalada uma unidade do Programa de Saúde da Família, um centro de saúde de atenção básica.
Há também uma UPINHA.